# Словенска Европа
Словенска Европа или словенске државе је регион у Европи где живе већином словенски народи и говоре словенски језици. Овај регион заузима територије Централне Европе, Источне Европе и Југоисточне Европе. Словенска Европа обухвата земље: Белорусију, Босну и Херцеговину, Бугарску, Северну Македонију, Пољску, Русију, Словачку, Словенију, Србију, Украјину, Хрватску, Црну Гору и Чешку.
Балтичке државе Естонија, Летонија и Литванија имају значајно словенско становништво, у Естонији око 28% становништва су Словени, у Летонији 34%, а у Литванији 14%. Поред њих, словенско становништво живи и у Аустрији, Азербејџану, Албанији, Немачкој (Лужица), Грчкој, Јерменији, Италији, Молдавији, Румунији, Турској, Мађарској, Финска и широм северне и централне Азије.

## Религија и култура
Словенски народи и државе углавном се деле на два хришћанска правца, православље и католичанство. Ова верска подела је јасно видљива између источних и западних Словена. Јужни Словени су подељени између два хришћанска пута и ислама, па су Бугарска, Северна Македонија, Србија и Црна Гора претежно православне, Словенија и Хрватска су католичке, а Босна и Херцеговина је веíнски муслиманска ако се католицизам и православље посматрају одвојено, иначе држава нема доминантна религија.
Са културолошке тачке гледишта, западни Словени су политички и друштвено ближи западноевропским филозофским, уметничким, књижевним и архитектонским вредностима. Источни Словени су били под утицајем Византије, половина Јужних Словена била је под утицајем Византије, а касније је већина била под утицајем Османског царства. То се види и из слова која се користе у земљама у којима западнословенске земље (заједно са Словенијом и Хрватском) користе латинично писмо, док остале земље као што су Босна и Херцеговина, Србија и Црна Гора користе и латиницу и ћирилицу, а Белорусија, Бугарска, Русија и Украјина користе само ћирилично писмо.

## Државе
| Држава              | Назив               | Насељеност  | површина км2 | БДП ($ милијарди) | Главни град | Службени језици             | Службено писмо      | Доминантна религија |
| ------------------- | ------------------- | ----------- | ------------ | ----------------- | ----------- | --------------------------- | ------------------- | ------------------- |
| Белорусија          | Белорусија          | 9,503,807   | 207,595      | 45,126            | Минск       | белоруски и руски           | ћирилица            | хришћанство         |
| Босна и Херцеговина | Босна и Херцеговина | 3,531,159   | 51,197       | 16,306            | Сарајево    | босански, српски и хрватски | латиница и ћирилица | нема                |
| Бугарска            | Бугарска            | 7,364,570   | 110,994      | 52,418            | Софија      | бугарски                    | ћирилица            | хришћанство         |
| Македонија          | Македонија          | 2,022,547   | 25,713       | 10,424            | Скопље      | македонски                  | ћирилица            | хришћанство         |
| Пољска              | Пољска              | 38,512,000  | 312,679      | 482,920           | Варшава     | полски                      | латиница            | хришћанство         |
| Русија              | Русија              | 142,856,536 | 17,075,200   | 1,560,000         | Москва      | руски                       | ћирилица            | хришћанство         |
| Словачка            | Словачка            | 5,397,036   | 49,035       | 89,134            | Братислава  | словачки                    | латиница            | хришћанство         |
| Словенија           | Словенија           | 1,964,036   | 20,273       | 43,503            | Љубљана     | словенечки                  | латиница            | хришћанство         |
| Србија              | Србија              | 7,186,862   | 77,474       | 37,739            | Београд     | српски                      | ћирилица и латиница | хришћанство         |
| Украјина            | Украјина            | 48,416,000  | 603,500      | 87,000            | Кијев       | украински                   | ћирилица            | хришћанство         |
| Хрватска            | Хрватска            | 4,284,889   | 56,594       | 51,945            | Загреб      | хрватски                    | латиница            | хришћанство         |
| Црна Гора           | Црна Гора           | 620,029     | 13,812       | 4,250             | Подгорица   | црногорски                  | латиница и ћирилица | хришћанство         |
| Чешка               | Чешка               | 10,562,214  | 78,866       | 196,068           | Праг        | чешки                       | латиница            | атеизам             |
|                     | Укупно:             | 282,221,685 | 18,682,932   | 2,676,833         |             |                             |                     |                     |